# Nicola IV di Werle
Nicola IV di Werle, noto anche con lo pseudonimo di Poogenoge (... – 1354), è stato un principe di Meclemburgo e signore di Werle-Goldberg.

## Biografia
Nicola era il secondo figlio di Giovanni III di Werle. Il fratello maggiore, John era morto nel 1341, pertanto quando il padre si ammalò, nel 1350, egli venne associato al governo della signoria di Werle-Goldberg che resse insieme al padre fino alla morte di questo nel 1352 e quindi da solo fino alla sua morte..
La data della sua morte non è nota con certezza. Secondo fonti storiche morì fra il 14 marzo e il 16 novembre 1354.
Nicola era sposato con Agnes, probabilmente figlia di Ulrich II di Lindow-Ruppin da cui ebbe tre figli:
- Giovanni IV, Signore di Werle-Goldberg;
- Mechtild sposata con Lorenzo di Werle;
- Agnese, sposata con Giovanni VI di Werle.

## Ascendenza
|                                         |                                      |                                          | Genitori                             |  |  | Nonni |  |  | Bisnonni                     |  |  | Trisnonni                  |  |
|                                         |                                      |                                          |                                      |  |  |       |  |  | Giovanni I, signore di Werle |  |  | Nicola I, signore di Werle |  |
|                                         |                                      |                                          |                                      |  |  |       |  |  | Giovanni I, signore di Werle |  |  | Nicola I, signore di Werle |  |
|                                         |                                      | Jutta di Anhalt                          |                                      |  |  |       |  |  | Giovanni I, signore di Werle |  |  |                            |  |
| Nicola II, signore di Werle             |                                      |                                          |                                      |  |  |       |  |  | Giovanni I, signore di Werle |  |  |                            |  |
|                                         |                                      | Sofia di Lindow-Ruppin                   | Guntero I, conte di Lindow-Ruppin    |  |  |       |  |  |                              |  |  |                            |  |
|                                         |                                      | Sofia di Lindow-Ruppin                   | Guntero I, conte di Lindow-Ruppin    |  |  |       |  |  |                              |  |  |                            |  |
|                                         |                                      | Sofia di Lindow-Ruppin                   | Eufemia di Rügen                     |  |  |       |  |  |                              |  |  |                            |  |
| Giovanni III, signore di Werle-Goldberg |                                      | Sofia di Lindow-Ruppin                   |                                      |  |  |       |  |  |                              |  |  |                            |  |
|                                         |                                      | Eric V, re di Danimarca                  | Cristoforo I, re di Danimarca        |  |  |       |  |  |                              |  |  |                            |  |
|                                         |                                      | Eric V, re di Danimarca                  | Cristoforo I, re di Danimarca        |  |  |       |  |  |                              |  |  |                            |  |
|                                         |                                      | Eric V, re di Danimarca                  | Margherita Sambiria                  |  |  |       |  |  |                              |  |  |                            |  |
| Richeza di Danimarca                    |                                      | Eric V, re di Danimarca                  |                                      |  |  |       |  |  |                              |  |  |                            |  |
|                                         |                                      | Agnese di Brandeburgo                    | Giovanni I, margravio di Brandeburgo |  |  |       |  |  |                              |  |  |                            |  |
|                                         |                                      | Agnese di Brandeburgo                    | Giovanni I, margravio di Brandeburgo |  |  |       |  |  |                              |  |  |                            |  |
|                                         |                                      | Agnese di Brandeburgo                    | Jutta di Sassonia                    |  |  |       |  |  |                              |  |  |                            |  |
| Nicola IV, signore di Werle-Goldberg    |                                      | Agnese di Brandeburgo                    |                                      |  |  |       |  |  |                              |  |  |                            |  |
|                                         | Barnim I, duca di Pomerania-Stettino | Boghislao II, duca di Pomerania-Stettino |                                      |  |  |       |  |  |                              |  |  |                            |  |
|                                         | Barnim I, duca di Pomerania-Stettino | Boghislao II, duca di Pomerania-Stettino |                                      |  |  |       |  |  |                              |  |  |                            |  |
|                                         | Barnim I, duca di Pomerania-Stettino | Miroslava di Pomerelia                   |                                      |  |  |       |  |  |                              |  |  |                            |  |
| Ottone I, duca di Pomerania-Stettino    | Barnim I, duca di Pomerania-Stettino |                                          |                                      |  |  |       |  |  |                              |  |  |                            |  |
|                                         |                                      | Matilde di Brandeburgo                   | Ottone III, margravio di Brandeburgo |  |  |       |  |  |                              |  |  |                            |  |
|                                         |                                      | Matilde di Brandeburgo                   | Ottone III, margravio di Brandeburgo |  |  |       |  |  |                              |  |  |                            |  |
|                                         |                                      | Matilde di Brandeburgo                   | Beatrice di Boemia                   |  |  |       |  |  |                              |  |  |                            |  |
| Matilde di Pomerania-Stettino           |                                      | Matilde di Brandeburgo                   |                                      |  |  |       |  |  |                              |  |  |                            |  |
|                                         |                                      | Gerardo II, conte di Holstein-Plön       | Gerardo I, conte di Holstein-Itzehoe |  |  |       |  |  |                              |  |  |                            |  |
|                                         |                                      | Gerardo II, conte di Holstein-Plön       | Gerardo I, conte di Holstein-Itzehoe |  |  |       |  |  |                              |  |  |                            |  |
|                                         |                                      | Gerardo II, conte di Holstein-Plön       | Elisabetta di Meclemburgo            |  |  |       |  |  |                              |  |  |                            |  |
| Caterina di Holstein-Plön               |                                      | Gerardo II, conte di Holstein-Plön       |                                      |  |  |       |  |  |                              |  |  |                            |  |
|                                         |                                      | Ingeborg di Svezia                       | Valdemaro, re di Svezia              |  |  |       |  |  |                              |  |  |                            |  |
|                                         |                                      | Ingeborg di Svezia                       | Valdemaro, re di Svezia              |  |  |       |  |  |                              |  |  |                            |  |
|                                         |                                      | Ingeborg di Svezia                       | Sofia di Danimarca                   |  |  |       |  |  |                              |  |  |                            |  |
|                                         |                                      | Ingeborg di Svezia                       |                                      |  |  |       |  |  |                              |  |  |                            |  |